# Лапино (Некрасовский район)
Лапино — деревня в Некрасовском районе Ярославской области России. 
В рамках организации местного самоуправления входит в Некрасовское сельское поселение, в рамках административно-территориального устройства — в Лапинский сельский округ.

## География
Расположена в 43 км к востоку от Ярославля.

## Население
| 2007 | 2010 |
| ---- | ---- |
| 211  | ↘173 |

Согласно результатам переписи 2002 года, в национальной структуре населения русские составляли 87 % из 182 жителей.